# A-70 (motorväg, Spanien)
A-70 är del av den spanska Medelhavsmotorvägen och ansluter mellan två delar av A-7 och AP-7. Det är samtidigt en kringfartsled runt Alicante och med avsnittets längsta vägtunnel.